# Alesia Hetmanava
Alesia Hetmanava (en bielorruso: Алеся Гетманава) es una deportista bielorrusa que compite en lucha libre. Ganó una medalla de bronce en el Campeonato Europeo de Lucha de 2024, en la categoría de 59 kg.

## Palmarés internacional
| Campeonato Europeo | Campeonato Europeo | Campeonato Europeo | Campeonato Europeo |
| Año                | Lugar              | Medalla            | Categoría          |
| ------------------ | ------------------ | ------------------ | ------------------ |
| 2024               | Bucarest (Rumania) | Medalla de bronce  | 59 kg              |